# Лорд Джім
«Лорд Джим» (англ. Lord Jim) — роман британського письменника Джозефа Конрада 1900 року. Вважається одним із найвидатніших творів Конрада, в якому письменник детально зображає своє бачення честі як найвищої цінності.
Перший український переклад роману вийшов 1985 року у перекладі Л. Гончара.

## Історія створення
Конрад почав писати роман бл. 1898 року під назвою «Туан Джим» («туан» у перекладі з малайської означає «вельможний пан»). Невдовзі письменник почав роботу над романом «Серце пітьми». Під назвою «Лорд Джим» роман почав виходити частинами на сторінках журналу «Блеквуд» у жовтні 1898 року. Згодом знов наступила перерва, під час якої Конрад працював разом із Фордом Мадоксом Фордом над романом «Спадкоємець». Остаточно роботу над твором закінчив 14 липня 1900 року, а той виходив друком на сторінках журналу «Блеквуд» до листопада 1900 року.

## Сюжет
Головним персонажем роману є Джим. У перших чотирьох розділах оповідач змальовує загальний образ Джима і в аурі таємничості представляє події, в яких Джим брав участь.
Першою сюжетною ниткою роману є пригода Джима у молодості, коли в порті, в якому той працював стався нещасний випадок. Тоді вперше Джима охоплює страх, що унеможливлює будь-яку дію з його боку. Хлопець відчуває, що це його ганьбить, але не хоче, однак, навіть подумати, що потерпає його репутація. Після цього, Джим чекає на момент, коли зможе героїчно себе проявити.
Такий момент надходить, коли Джим стає першим помічником капітана на «Патні», що везе 800 паломників. Під час спокійного рейсу, корабель раптом вдаряється об нерозпізнаний об'єкт. Джим, якого надсилають перевірити можливі пошкодження, твердить, що корабель невдовзі потоне. Зваживши факти, капітан корабля і механіки не мають жодних сумнівів, як чинити далі, і вирішують тихо, не будячи пасажирів, покинути корабель, оскільки шлюпок не вистачить, щоб врятувати всіх. Джим вагається, оскільки знає, що власне прийшов момент, на який він так довго чекав. Він розуміє, що може виділитись героїзмом і спробувати врятувати пасажирів. Його, однак, паралізує страх, оскільки це означає певну смерть. Коли до корабля наближається шквал, Джим боягузливо стрибає у шлюпку, яка покидає решту екіпажу і пасажирів. Через кілька хвиль «Патна» зникає з очей.
У п'ятому розділі оповідачем стає Марлоу, який розповідає історію Джима зібраним навколо нього слухачам. Стає відомо, що коли вони дістаються берега, то дізнаються, що «Патна» не потонула і корабель доставлено буксиром до берега. Розпочинається процес проти команди, що покинула корабель. Капітан втікає, механіки вдають хворобу, і лише Джим, який завжди вважав себе людиною честі, не пробує уникнути покарання. У цей час Джим знайомиться з людиною моря Марлоу і стає його другом. Марлоу прагне довідатись про мотиви, які керували Джимом, коли той покинув судно. Коли Джима позбавляють патенту, Марлоу знаходить йому роботу портового агента.
Однак неслава тягнеться за Джимом, якому соромно за свій вчинок, і кожного разу, коли він чує історію про «Патну» його охоплює його злість. Марлоу турбується про Джима і вирішує надіслати його в територію, віддалену від моря і якомога далі від цивілізації, в Патусан, де мешкають місцеві жителі. Джим починає нове життя й отримує нове ім'я — Туан Джим, або Лорд Джим. Патусан огорнений внутрішніми суперечками, а Джим, намагаючись повернути свою втрачену честь, вирішує навести там спокій і йому це вдається.
На жаль, доля не є дуже поблажливою до Джима. Коли він остаточно поселився там, знайшовши жінку, яку покохав, до Патусану прибула група піратів, щоб пограбувати місто. Командує ними Браун, чоловік, без честі, але й без усвідомлення того, що необхідно мати честь. Банда пробує атакувати Патусан, але зазнає невдачі. Джим не хоче проливати кров, тому змушує Раду Патусану відпустити Брауна і його людей. На жаль, у результаті зради людини, якому не подобається команди Джима, Браун зі своїми людьми нападає на сина вождя у гирлі річки та вбиває його.
Коли Джим довідується про трагедію, то розуміє, що цього разу має поглянути смерті в очі, те, чого йому не вдалося зробити на «Патні», тому йде до вождя Патусану і, зрештою, гине від його рук.

## Сприйняття
Перші рецензії на роман були позитивними, зокрема твір окреслювали як найвидатніший та особливо оригінальний, що ставив автора у «перший шерег тогочасних романістів». Частина критиків, однак, дорікала Конраду за його заплутану і нечітку нарацію, безформність та важкість тексту. Конрад особливо цінив засвідчення поваги з боку Генрі Джеймса. Польський історик літератури, Здзіслав Найдер, описував твір як «перший повністю дозрілий роман» Конрада.
Критики вважають роман модерністським, з погляду на його «тенденцію до порушення тогочасної усталеної манери оповіді». На сторічну річницю видання роману, у 2000 році провідні дослідники творчості Конрада видали спеціальну публікацію, присвячену роману — «Лорд Джим. Столітні есеї» (англ. Lord Jim: Centennial Essays).
1998 року видавництво «Modern Library» помістило роман на 85 сходинку у своєму списку 100 найкращих англомовних романів XX століття. 2009 року журнал «Ньюсвік» включив роман до 100 найкращих книжок світової літератури. Роман також увійшов до списку 100 книг століття за версією «Le Monde».

## Екранізації
- Лорд Джим (фільм, 1925)[en]
- Лорд Джим (фільм, 1965)[en]
- Лорд Джим (фільм, 2002)